# نصر حامد ابوزید
نصر حامد ابو زید (به عربی نصر حامد أبو زید) (متولد ۱۰ ژوئیه ۱۹۴۳—درگذشت ۵ ژوئیه۲۰۱۰) متفکر مصری قرآن و یکی از متکلمان آزاداندیش و پیشرو در اسلام بود. او برای پروژه خود یعنی تفسیر انسانی از قرآن مشهور است.

## زندگی
نصر حامد ابو زید در نزدیکی طنطا دنیا آمد. در سن ۱۲ سالگی، او به اتهام هواداری از اخوان المسلمین به زندان افتاد. پس از دریافت آموزش‌های فنی او برای ارتباطات سازمان ملی در قاهره کار کرده‌است. در همان زمان، او در دانشگاه قاهره شروع به تحصیل کرد و درجه کارشناسی خود را در ۱۹۷۲، کارشناسی ارشد خود را در ۱۹۷۷ با پایان‌نامه‌ای با عنوان «مسئلهٔ مجاز در قرآن و تفسیر عقلی قرآن در نظر معتزله» و درجه دکترایش را در ۱۹۸۱ با رساله‌ای با نام «تأویل قرآن در نظر ابن عربی» در رشتهٔ زبان و ادبیات عربی بدست آورد. در سال ۱۹۸۲، او به گروه زبان و ادبیات عربی در دانشگاه قاهره به عنوان استادیار پیوست.
در سال ۱۹۹۵، وی به رتبه استاد تمام ارتقاء یافت.
زمانی به مادرید، پایتخت اسپانیا، مهاجرت کرد و سپس به دانشگاه لیدن هلند رفت و تا پایان عمر در آنجا زندگی کرد.
نصر حامد ابو زید نگاهی نوگرایانه به آموزه‌های دینی داشت و از این روی با مخالفت‌های شدیدی از سوی دست اندرکاران رسمی دین اسلام روبرو بود.

## دیدگاه‌ها

### قرآن
یکی از اصلی‌ترین نظریات نصر حامد ابوزید باور او به انسانی بودن قرآن، بود. او همچنین می‌گفت برای برداشت قرآن باید از علوم رایج بهره‌گیری کرد.
نصر حامد ابو زید این نظریه‌های خود را از آن میان در کتابی که با نام «معنای متن» که به پارسی برگردان شده‌است، مطرح کرده بود.
او قرآن را کلام محمد می‌دانست:
برای مومنان حتی کاغذ این کتاب هم مقدس است. اما برای من به عنوان یک محقق، این کتابی است که عده‌ای در ساختن‌اش مشارکت داشته‌اند. من شاهد دریافت هیچ کلمه‌ای توسط محمد از سوی خدا نبوده‌ام. من به عنوان یک مسلمان فقط شاهد گزارش محمد از مواجه او با خدا هستم. می‌توان مسلمان‌ها را متقاعد کرد که این کتاب محمد است.
قرآن کلام محمد، بشری همچون خود ماست. کسی که مدعی شد از خدا وحی دریافت می‌کند و ما هم او را باور کردیم. اما ما فقط کلام محمد را در اختیار داریم و لذا با امر انسانی روبرو هستیم. بر خلاف انتظار، آن‌ها مرا نکشتند.

### تعبیر بشر دوستانه از اسلام
او از آغاز کار آکادمیک خود سعی در توسعه دیدگاه هرمنوتیکی تازه‌ای از قرآن و متون مقدس اسلامی داشت و استدلال می‌کرد که آن‌ها باید در بستر تاریخی و فرهنگی زمان خود تفسیر شوند.
نصر حامد ابوزید با روشی تازه و از نگاهی نو قرآن را مورد بررسی و برداشت قرار داد. ابوزید پیش از آنکه به آیات قسط و داد قرآن بپردازد کوشش در پاسخگویی به اتهامات وارده بر اسلام و قرآن داشت و ضمن رویکرد به ارتباط فطرت ایزدی انسان و دادگری چالش‌های امروز جهان اسلام همانند نوع نگاه و ارتباط با اقلیت‌های دینی وغیر مسلمانان مسئله ارتداد جنگ و جهاد در اسلام و رهنمود به کشتن کفار جزیه و موضوع حقوق زنان و تعدد زوجات در اسلام را مطرح کرد و کوشش کرد با پاسخگویی به این شبهات و اتهامات باستناد به آیات قرآن دادگری را در قرآن نشان دهد او همچنین دادگری اقتصادی در قرآن را با نگرش به دو موضوع مهم ربا و زکات مورد تحلیل نهاده‌است.

## حکم ارتداد
نظریه‌های نصر حامد ابو زید باعث شد که معدودی از مفتیان مصری در سال ۱۹۹۵ او را مرتد اعلام کنند و دادگاهی در مصر دستور صادر کند که همسر آقای ابوزید باید از او جدا شود. هرچند این دادگاه بعداً حکم خود را پس گرفت لکن در پی صدور دستور ارتداد نصر حامد ابوزید از سوی کسانی چون عبدالصبور شاهین، گروه جهاد اسلامی مصر به رهبری ایمن ظواهری اعلام کرد آقای ابوزید را به قتل خواهد رساند و همین مسئله باعث شد نصر حامد ابوزید در سال ۱۹۹۵ به همراه همسرش، مصر را ترک کند، و به کشور هلند مهاجرت کند.
برخوردهای تکفیری‌ها با ابوزید، با مخالفت تعدادی از علمای برجسته الازهر نیز مواجه شد. مثلاً دکتر محمد عماره از اعضای برجسته مجمع البحوث الازهر ضمن اعتراض به برپایی دادگاه تفتیش عقیده، نوشت: «قضیه دکتر ابوزید، یک قضیه فکریست و مجال آن هم گفتگوی فکریست و متخصصین این حوزه هم، متفکران و پژوهشگرانند، و این یک قضیه قانونی نیست که به وکلا و قاضیان ربط پیدا کند»(التفسیر المارکسی للاسلام ص۹ ـ دارالشروق)
دکتر محمد عماره ـ با اینکه خود از منتقدان ابوزید است ـ در جای دیگری می‌گوید: «ما مخالف مصادره کتب ابوزید و عشماوی و.. هستیم.. زیرا اسلام دائماً در حال طلب برهان است ولکن مشرکین، جدال و گفتگو و مناقشه را رد کرده و اندیشه را مصادره می‌کنند»(همان ص۱۰)
محمد عماره با استناد به نظر جمهور علمای اهل سنت، در عدم تکفیر کسی که به شهادتین اقرار زبانی دارد سخن ابوزید را نقل می‌کند که در روزنامه الاهرام مورخ۱۹/۶/۱۹۹۵ ثبت شده: «انا مسلم و فخور بأننی مسلم، اومن بالله سبحانه و تعالی وبالرسول علیه الصلاة والسلام و بالیوم الآخر: من مسلمانم و به مسلمانی خود افتخار می‌کنم، به خدا و رسول علیه الصلاة والسلام و روز قیامت اعتقاد دارم»(همان ص۳۲)
عده‌ای از منتقدان ابوزید مثل احمد صبحی منصور، جورج طرابیشی و محمد عماره، کم اطلاعی او از تاریخ و بعضی اشتباهات تاریخی او را به نقد کشیده‌اند. ضمن اینکه خود ابوزید در دفاعیاتش اعلان کرد که مفهوم تاریخیت بیان شده از طرف او، مورد سوء برداشت منتقدان قرار گرفته‌است (التفکیر فی زمن التکفیر: ص۱۹۷)

## آثار
این آثار از ابوزید به فارسی ترجمه شده است:
- معنای متن:پژوهشی در علوم قرآن، ترجمه مرتضی کریمی نیا (طرح نو، چاپ‌های متعدد)
- رویکرد عقلانی در تفسیر قرآن، ترجمه احسان موسوی خلخالی (نیلوفر، ۱۳۹۱)
- چنین گفت ابن عربی، ترجمه احسان موسوی خلخالی (نیلوفر، ۱۳۹۱) و ترجمه سید محمد راستگو ( نشر نی ۱۳۸۶)
- دایره‌های ترس: زنان در گفتمان دینی، ادریس امینی، (نشر نگاه معاصر، 1397)
- نقد گفتمان دینی، ترجمه حسن یوسفی اشکوری و محمد جواهرکلام (یادآوران، ۱۳۸۳)
- متن، قدرت، حقیقت، ترجمه احسان موسوی خلخالی(نیلوفر،1394)
- نوآوری، تحریم و تاویل: شناخت علمی و هراس از تکفیر،ترجمه مهدی خلجی(آموزشکده توانا،1392)
- محمد(ص)و آیات خدا: قرآن و آینده اسلام،ترجمه فریده فرنودفر(نشر علم،1393)
- اندیشه و تکفیر (گفتگوی بلند کمال ریاحی و نصر حامد ابوزید)، ترجمه محمد جواهرکلام (تگاه معاصر،1394).